# La Cage aux folles
La Cage aux folles is een Frans-Italiaanse film van Edouard Molinaro die werd uitgebracht in 1978.
Het scenario is gebaseerd op het gelijknamige toneelstuk (1973) van Jean Poiret. Aan de Franse kassa werd La Cage aux folles in 1978 slechts geklopt door het gevangenisdrama Midnight Express.

## Verhaal
'La Cage aux folles' is een nachtclub in Saint-Tropez die een dragshow brengt waarvan Zaza de ster is. Zaza (artiestennaam van Albin Mougeotte) leeft samen met Renato Baldi, de eigenaar van 'La Cage aux folles'. Sinds twintig jaar vormen ze een homoseksueel koppel. Wanneer Laurent, de zoon van Renato uit een mislukt huwelijk, zijn vader komt vertellen dat hij gaat trouwen wordt het bestaan van het koppel overhoop gegooid. Andréa, de aanstaande bruid, is immers de dochter van een heel conservatieve politicus die de Union de l'Ordre Moral vertegenwoordigt. De ouders van Andréa zijn zeer nieuwsgierig naar het beroep en de sociale status van de ouders van hun toekomstige schoonzoon en dringen aan op een ontmoeting met hen. Zaza zal de rol van de moeder van Laurent op zich nemen.

## Rolverdeling
| Acteur              | Personage                      | Beschrijving                                                                                |
| ------------------- | ------------------------------ | ------------------------------------------------------------------------------------------- |
| Ugo Tognazzi        | Renato Baldi                   | vader van Laurent en levensgezel van Albin, directeur van de nachtclub 'La Cage aux folles' |
| Michel Serrault     | Albin Mougeotte, 'Zaza Napoli' | de drag queen, vedette van de nachtclub die samenleeft met directeur Renato                 |
| Michel Galabru      | Simon Charrier                 | de plaatselijke gedeputeerde, vader van Andréa                                              |
| Benny Luke          | Jacob                          | de 'meid' van Renato en van Albin                                                           |
| Rémi Laurent        | Laurent Baldi                  | de zoon van Renato en Simone                                                                |
| Carmen Scarpitta    | Louise Charrier                | de vrouw van Simon en moeder van Andréa                                                     |
| Luisa Maneri        | Andréa Charrier                | de dochter van de gedeputeerde die zal trouwen met Laurent                                  |
| Claire Maurier      | Simone Deblon                  | de moeder van Laurent, ex-minnares van Renato, pdg van een bedrijf                          |
| Venantino Venantini |                                | de chauffeur van Charrier                                                                   |